# Křížové stromořadí
Křížové stromořadí je nápadné ornamentální stromořadí památných stromů nepříliš mohutných lip velkolistých (Tilia platyphyllos) ve dvou úzkých řadách ve tvaru kříže, které roste ve svahu Dřevařského vrchu vlevo od silnice z Vodné do Hlinek v okrese Sokolov v Karlovarském kraji, asi 1,4 km od Vodné.

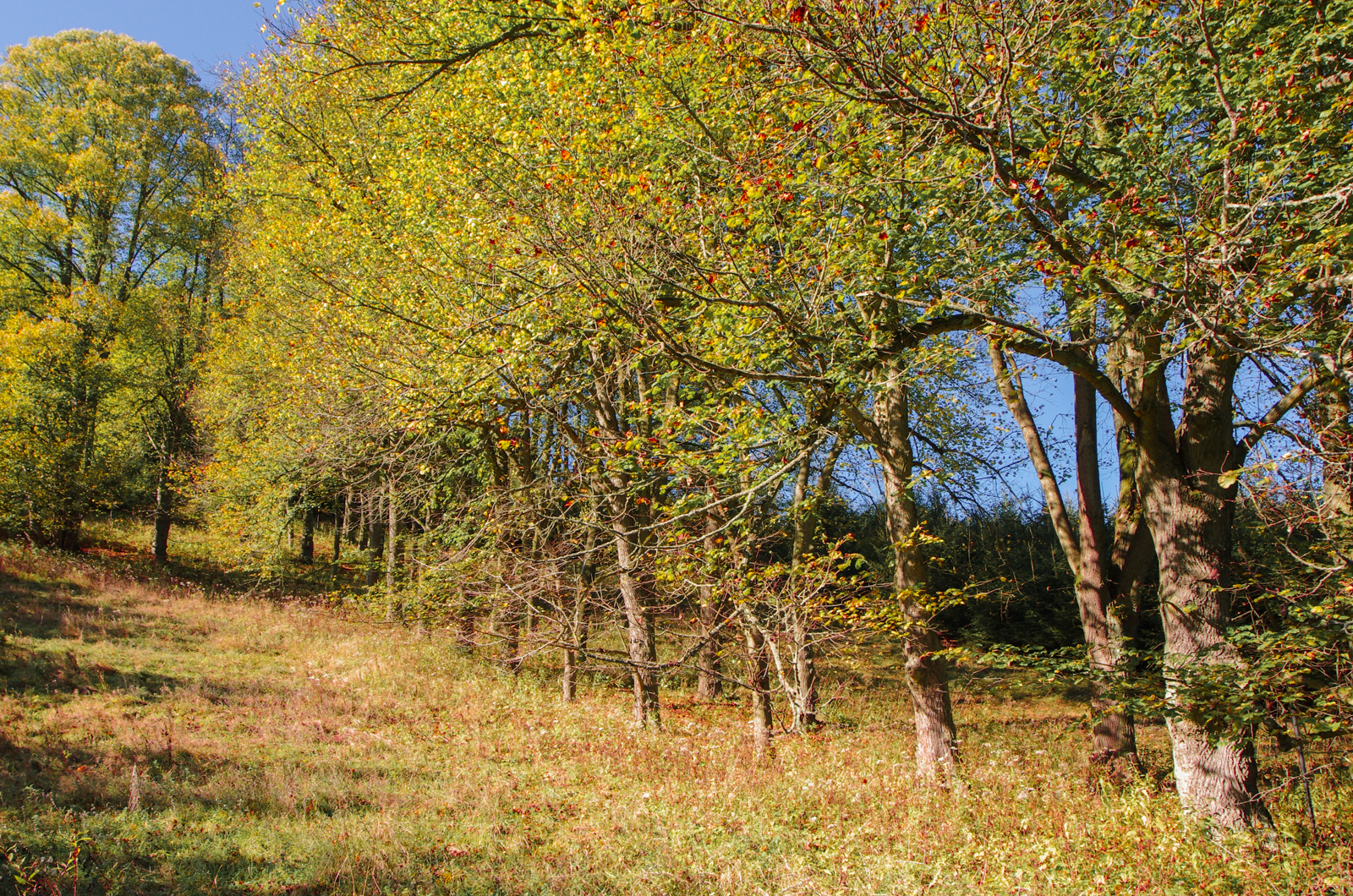
Jiný pohled na stromořadí v říjnu 2014

Obvody kmenů měří 70 až 255 cm. Všechny lípy jsou chráněny od roku 1993 jako stromy s pověstí, esteticky zajímavé a historicky důležité stromy.
Asi 500 m jihojihozápadním směrem roste další skupina památných stromů – Stromořadí princezny Marie.

## Pověsti
O vzniku obou stromořadí existuje několik pověstí. Některé se dostaly do textů informačních tabulí u obou stromořadí. Nejvíce frekventovanou je romantická pohádka, kdy se zde měl převrhnout kočár jakési šlechtičny ze zámku a stromořadí vysázel její truchlící milenec, jehož jméno pohádka raději nezmiňuje. Skutečnost je však jiná. Obě stromořadí nechal vysadit Bedřich Beaufort-Spontin na počest své sestřenice, princezny Maria Spada-Veralli-Potenziani (25. ledna 1853 Boloňa – 2. února 1899 Řím), kterou měl velmi rád a s kterou si byli velmi blízcí. Maria zemřela roku 1899 a na její památku byly obě aleje společně vysázeny v roce 1902.

## Stromy v okolí
- Stromořadí princezny Marie